# Félécan
Félécan (aussi appelé Flestan ou Fellkam) est un chef normand du Xe siècle qui ravagea la Bretagne avec Rögnvaldr.

## Origine
Selon Jean Renaud: « Derrière la forme Félécan se cache peut-être Feochán ou Finnacán, auquel cas il s'agirait d'un Iro-Scandinave  »
Félécan était donc vraisemblablement un viking de la mer d'Irlande. Son nom provient probablement de Fell ou  Fjall, c'est-à-dire montagne, et de Kam ou Kambr, peigne ;  littéralement peigne de montagne, soit au figuré un caractère coupant et incommode. La finale Kam est attestée chez les Vikings comme surnom pour Sigtrygg ou Sitriuc Cam, vaincu par le roi de Dublin Olaf Kvaran et les hommes de Leinster en 961.
D'après Flodoard, en 931, les Bretons se soulevèrent lors des solennités de la fête de Saint-Michel (29 septembre) et tuèrent tous les envahisseurs en commençant par Félécan:
« Pendant ce temps-là, les bretons restès soumis aux Normands en Cornu Galliae, se révoltèrent contre ceux qui les avaient assujettis, massacrèrent, dit-on lors de la fête de saint Michel, les Normands qui demeuraient parmi eux, à commencer par leur chef Félécan ». Pour ce meurtre, Alain Barbetorte fut expulsé par le duc Guillaume Ier de Normandie.
Le même événement fait l'objet d'une entrée de La Chronique de Quimperlé : 931: Les Bretons qui étaient restés, le jour de la St Michel tuèrent tous les normands. Le premier fut leur duc Felechan 

## Sources
- André Chédeville & Hubert Guillotel, La Bretagne des saints et des rois : Ve – Xe siècle, Rennes, Ouest-France Université, 1984, 423 p. (ISBN 2-85882-613-7), p. 392
- Jean Renaud, Les Vikings et les Celtes, Rennes, Ouest-France Université, 1992, 277 p. (ISBN 2-7373-0901-8), p. 132-138 L'interrègne scandinave